# Facteur de croissance nerveuse
Pour les articles homonymes, voir NGF.
Le facteur de croissance nerveuse ou NGF (acronyme de l'appellation anglophone Nerve growth factor) est un polypeptide de la famille des neurotrophines. Il est impliqué dans la croissance, la prolifération et la survie d'un certain nombre de neurones mais également d'autres cellules.
Ce facteur de croissance a été le premier à avoir été identifié et à ce titre constitue le prototype de cette famille de facteurs. Son gène, NGF, est situé sur le chromosome 1 humain.

## Rôles
Il intervient dans le circuit neuronal de la douleur, augmentant la sensibilité à celle-ci, en particulier dans le cadre d'une inflammation. Il active les récepteurs TRPV1 par la voie des MAPK et de la phosphoinositide 3-kinase,

## Découverte
En 1948, alors qu'elle travaillait sous la direction de Viktor Hamburger, la neurobiologiste Rita Levi-Montalcini découvre une tumeur de souris qui stimule la croissance nerveuse quand on l'implante dans un embryon de poulet. Cet effet est attribué à une substance sécrétée par la tumeur qu'elle appellera le 'Nerve Growth Factor' abrégé en NGF. À partir de 1952, en compagnie de Stanley Cohen (biochimiste), elle participera à l'isolement de cette molécule et à sa caractérisation. Dans la foulée, Stanley Cohen découvrira l'épidermial Growth Factor' ou EGF. Plus tard, ils découvriront une source de NGF plus riche que la tumeur de souris dans le venin de serpent. Grâce à cela, ils parviendront à déterminer la nature protéique du NGF en 1956. Ces deux chercheurs recevront le prix Nobel en 1986 pour leur découverte.

## Cible thérapeutique
Les anti-facteur de croissance nerveuse (anti-NGF) sont une classe pharmacologique de médicaments qui inhibent l'action du NGF en ciblant cette molécule ou ses récepteurs.
Le tanezumab est un anticorps monoclonal dirigé contre le NGF et en cours de test dans le traitement de certaines douleurs.